# リードバック
リードバック（Redunca arundinum）は、ウシ科リードバック属に分類される偶蹄類。

## 分布
アンゴラ、ガボン、コンゴ民主共和国、ザンビア、ジンバブエ、スワジランド、タンザニア南部、ナミビア、ボツワナ、マラウイ、南アフリカ共和国、モザンビーク

## 形態
体長120-160センチメートル。尾長18-30センチメートル。肩高65-105センチメートル。体重50-95キログラム。リードバック属最大種。背面の毛衣は灰褐色で、頭部や頸部は黄褐色みを帯びる。耳介の下部、眼の周囲、唇、喉、胴体腹面の毛衣は白い。
吻端にある体毛で被われない板状の皮膚（鼻鏡）は盛り上がり、鼻孔よりも前方に突出する。第2、5指趾の蹄（側蹄）は癒合しない。後肢基部内側（鼠蹊腺）に左右に1つずつ（メスは2つずつある個体もいる）臭腺がある。 
オスは喉に三日月状に灰白色の斑紋が入る。またオスにのみ先端が上方外側へ向かう角がある。角長25-46センチメートル。角の表面には10-15個の節がある。

## 生態
氾濫原などに生息する。夜行性。単独やペア、メスと幼獣からなる家族群を形成し生活する。オスは縄張り内に別のオスが近づくと、喉の斑紋を見せて威嚇する。
食性は植物食で、草などを食べる。
繁殖形態は胎生。1回に1頭の幼獣を産む。